# Carlo Emery
Carlo Emery (Nápoles, 25 de outubro de 1848 - Bolonha, 11 de março de 1925) foi um entomologista italiano-suíço.

## Biografia
Nascido na Itália e naturalizado suíço, formou-se em medicina e especializou-se em zoologia em 1872, Carlo Emery dedicou-se às ciências naturais. Ele se tornou professor de Zoologia na Universidade de Cagliari em 1878; em 1881 obteve a cadeira de zoologia na Universidade de Bolonha, cargo que ocupou até se aposentar.
Era fluente em italiano, francês, inglês, alemão e espanhol e compreendia vários outros idiomas, incluindo o russo. Um desenhista talentoso, ele ilustrou seu próprio trabalho, foi o autor de inúmeras publicações incluindo um manual de zoologia, e numerosas monografias, como aquelas sobre a anatomia de víboras, sobre a visão de peixes, mas acima de tudo sobre formigas. Emery era de fato um especialista no campo de Hymenoptera, embora seus primeiros trabalhos se referissem aos coleópteros.
Emery publicou mais de 300 trabalhos entomológicos entre 1869 e 1926, focando principalmente os aspectos taxonômicos, morfológicos e biogeográficos dos himenópteros, especialmente as formigas, descrevendo 130 gêneros, 1057 espécies, 265 subespécies de Formicidae. Ele foi o autor da parte dedicada às formigas do Genera Insectorum de Wytsman. Emery também foi o autor de um singular libreto humorístico: composições em ottonari "alla Incarriga" para aprender de cor ("São fáceis de aprender: podem ser cantadas no hino Turatiano dos trabalhadores") para passar no exame de zoologia.
Em 1906, quando morava na Suíça, ele foi vítima de numerosos ataques de derrame cerebral, após os quais ficou paralisado do lado direito do corpo. Ele então aprendeu a escrever e desenhar com a mão esquerda.
Sua coleção de Hymenoptera é encontrada no Museu de História Natural de Giacomo Doria, em Gênova; a de Coleoptera no Museu Cívico de Zoologia de Roma.